# Raid de la caravane Al Is
Le raid de la Caravane Al Is

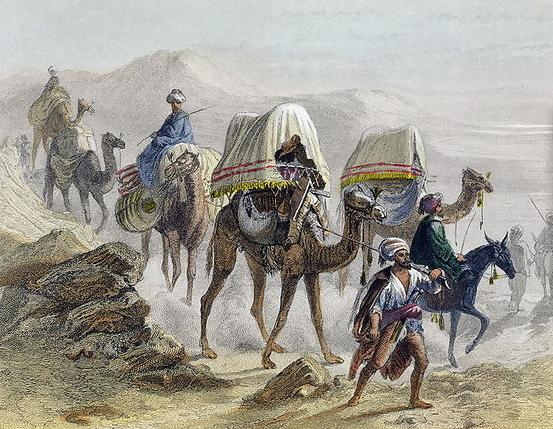
Le train de chameaux.
(Chameaux avec howdah)

Selon Ar-Rahīq al-Makhtum (the Sealed Nectar), une hagiographie islamique moderne de Mahomet écrite par l’auteur musulman indien Saif ur-Rahman Mubarakpuri, Mahomet ordonna le premier raid de caravane dirigé par Hamza ibn 'Abd al-Muttalib (l’oncle de Mahomet) sept ou neuf mois après le Hégire. Un groupe de 30 à 40 hommes rassemblés à la côte près de al-Is, entre la Mecque et Médine, où Abu Jahl (Amr ibn Hishām), le chef de la caravane était stationné avec trois-cents cavaliers Mecquois,,,.
Hamza rencontra Abu Jahl là-bas avec pour plan d’attaquer la caravane, mais Majdi bin Amr al-Juhani, un Quraysh qui était ami aux deux groupes, intervint entre eux; donc, les deux groupes se séparèrent sans combattre. Hamza retourna à Médine et Abu Jahl continua en direction de la Mecque. Mahomet confia aussi le premier drapeau de l’islam à Kinaz bin Husain, un Ghanawi,,,,,